# Inga-Louise Lindgren

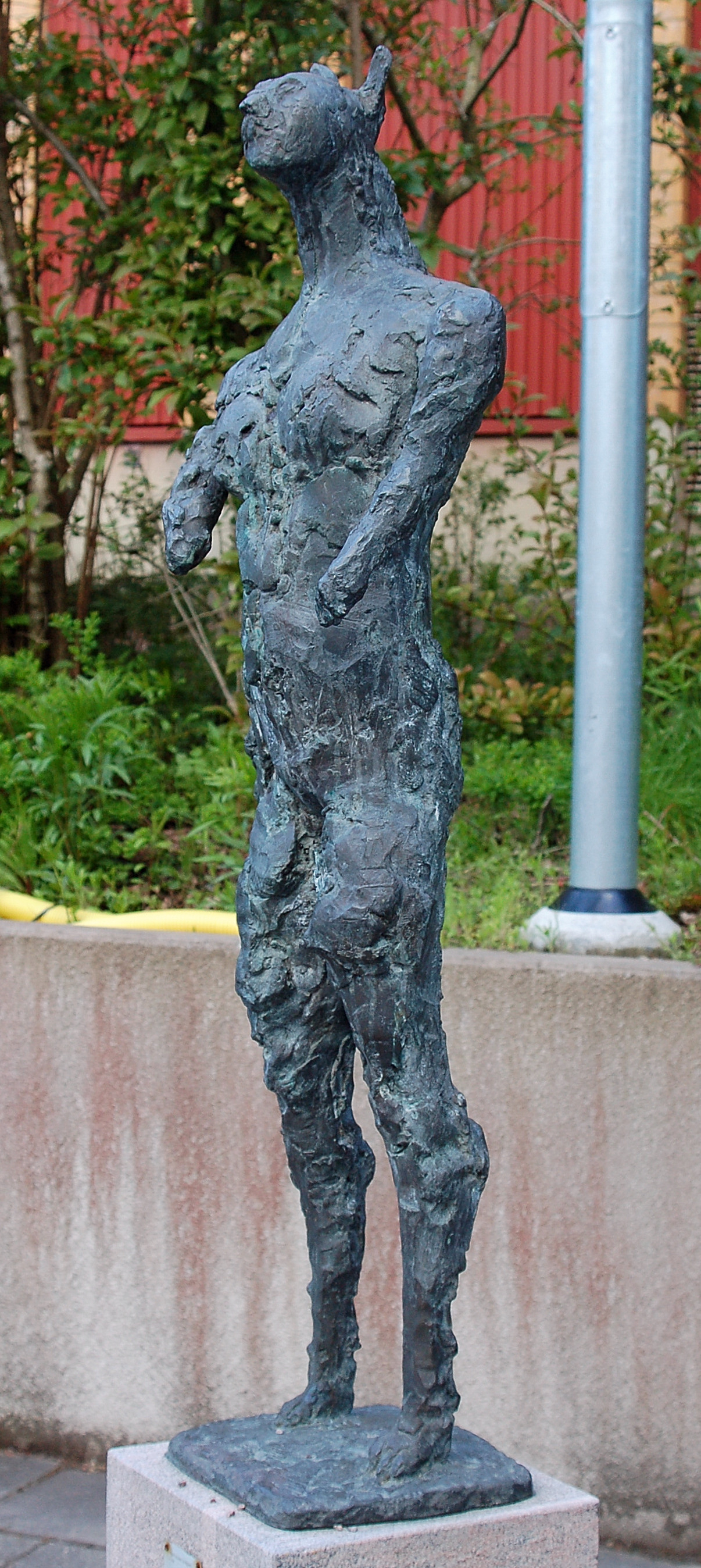
Kattkvinna utanför Karlstad Universitetet

Inga-Louise Lindgren, född 30 maj 1928 i Göteborg, död 26 november 2014 i Lerum, var en svensk skulptör.
Lindgren var dotter till Folke Möller och Signe Löfving. Hon studerade vid Slöjdföreningens skola i Göteborg för Nils Wedel 1947–1950 och vid Valands konstsola för Palle Pernevi 1951–1953. Lindgren tilldelades statligt arbetsstipendium 1976, 1977 och 1989. Älvsborgs läns kulturstipendium 1981, samt Göteborgs stads arbetsstipendium 1981. Hon har bland annat medverkat i utställningar med konstgruppen Sex Göteborgare.
Hennes offentliga utsmyckningr är omfattande med Relief 1952 i Kålltorp, Mopstronen 1982 i Angered, Kattkvinna 1989 vid Karlstad Universitetet, Gårdsmusikant 1993, i Tolered, Skulpturgrupp i brons, Förhandlingar pågår 1994 på Kriminalvårdsanstalten Högsbo, Göteborg. Kom, kom fåren på Rydsbergsskolan och en skulpturgrupp på Almekärrskolan i Lerum. Porträtt i brons av Johanna Hedén, Barnmorskan Johanna Hedén på Kvinnokliniken Östra sjukhuset, Göteborg 1989. Klotet, lejonet och Tvillingarna, Radiotorget, i Göteborg 1994. Möte i Brons på Hvitfeldtsplatsen i Göteborg 1985. Bronsporträtt, till Teaterhistoriska Museet i Göteborg.
Lindgren är representerad på Göteborgs konstmuseum, Västerås konstmuseum, Statens konstråd, Göteborgs stad, Västra Götalandsregionen, Kungsbacka, Alingsås, Varbergs stads samlingar, samt läns och landsting.
Hon var gift med konstnären Jörgen Lindgren (1927–1998). De är begravda på Lerums Östra kyrkogård.